# Belum-Temenggor

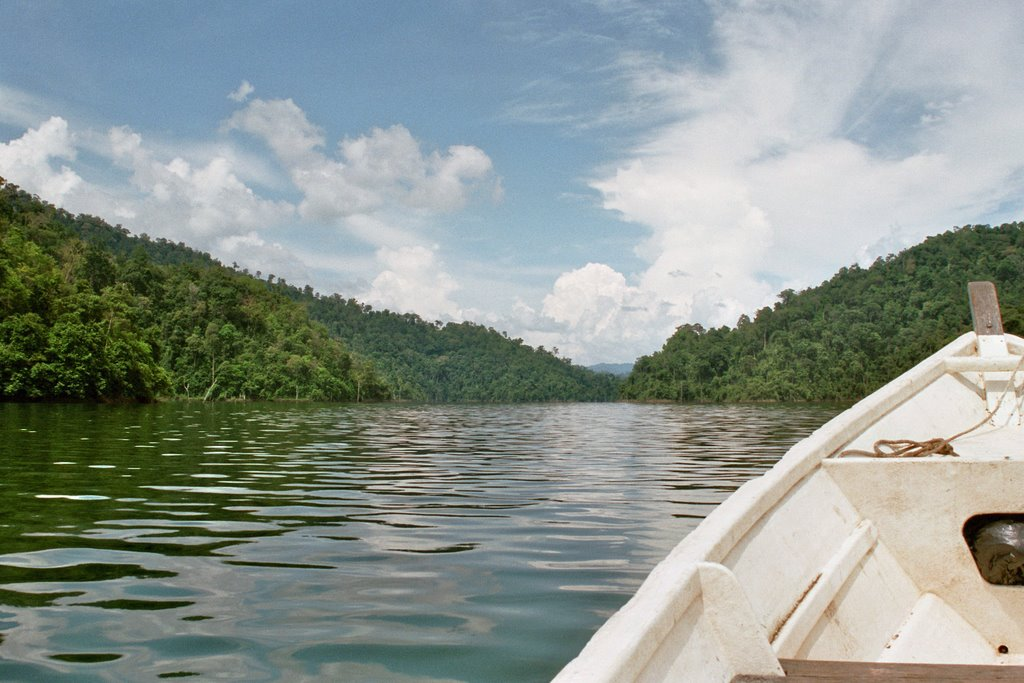
Le Lac de Temenggor

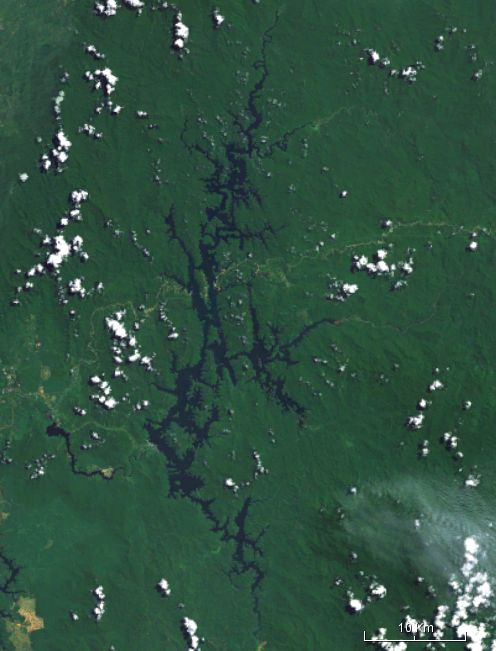
Le lac de Temenggor observé par un satellite

Belum-Temenggor est le plus grand complexe forestier de la péninsule de Malaisie. Il est situé sur le territoire de l'État de Perak et également sur le sud de la Thaïlande voisine. Belum-Temenggor est divisé en deux sections. Belum est situé au nord, près de la frontière thaïlandaise tandis que Temenggor est situé au sud de Belum. Le Royal Belum State Park est complètement à l'intérieur de ce complexe.

Géographie
État de Perak, Malaisie péninsulaire
District de Hulu Perak

La forêt de Belum-Temenggor a un âge estimé de 130 million d'années, soit plus vieille que la jungle d'Amazonie ou du Congo.
Cette zone a été décrétée comme "Zone environnementale sensible" de niveau 1 par les autorités malaisiennes et reconnu par Birdlife International comme une zone importante pour la conservation des oiseaux. Le gouvernement fédéral de Malaisie a inscrit le secteur dans son ensemble comme bassin de captation de l'eau et planifie de protéger la forêt sous l'acte national malaisien de sylviculture.
En dépit de cela, entre les deux, seulement Belum a été reconnu comme réserve forestière tandis que le reste est ouvert pour le développement. Temenggor en particulier fait face à un déboisement considérable. Les organismes environnementaux tels que la société malaisienne de nature et le WWF (World Wide Fund for Nature) avaient fait pression sur l'état et le gouvernement fédéral pour inscrire le secteur comme réserve. Cependant, le gouvernement national de Perak a résisté en précisant que l'abattage du bois fournit à l'état plus de 30 millions de Ringgit malais par an. Néanmoins, le gouvernement national a inscrit 1 175 kilomètres carrés, une partie de la forêt de Belum comme parc d'état le 3 mai 2007.

Situé non loin de la frontière thaïlandaise, dans la région Belum-Temenggor, le lac de barrage de Temenggor est le 2e plus grand lac de la péninsule. Le lac est situé à environ 45 km de la capitale du district Hulu Perak; Gerik. Il y a une île artificielle au milieu du lac sur laquelle passe l'autoroute East-West Highway.

Royal Belum State Park
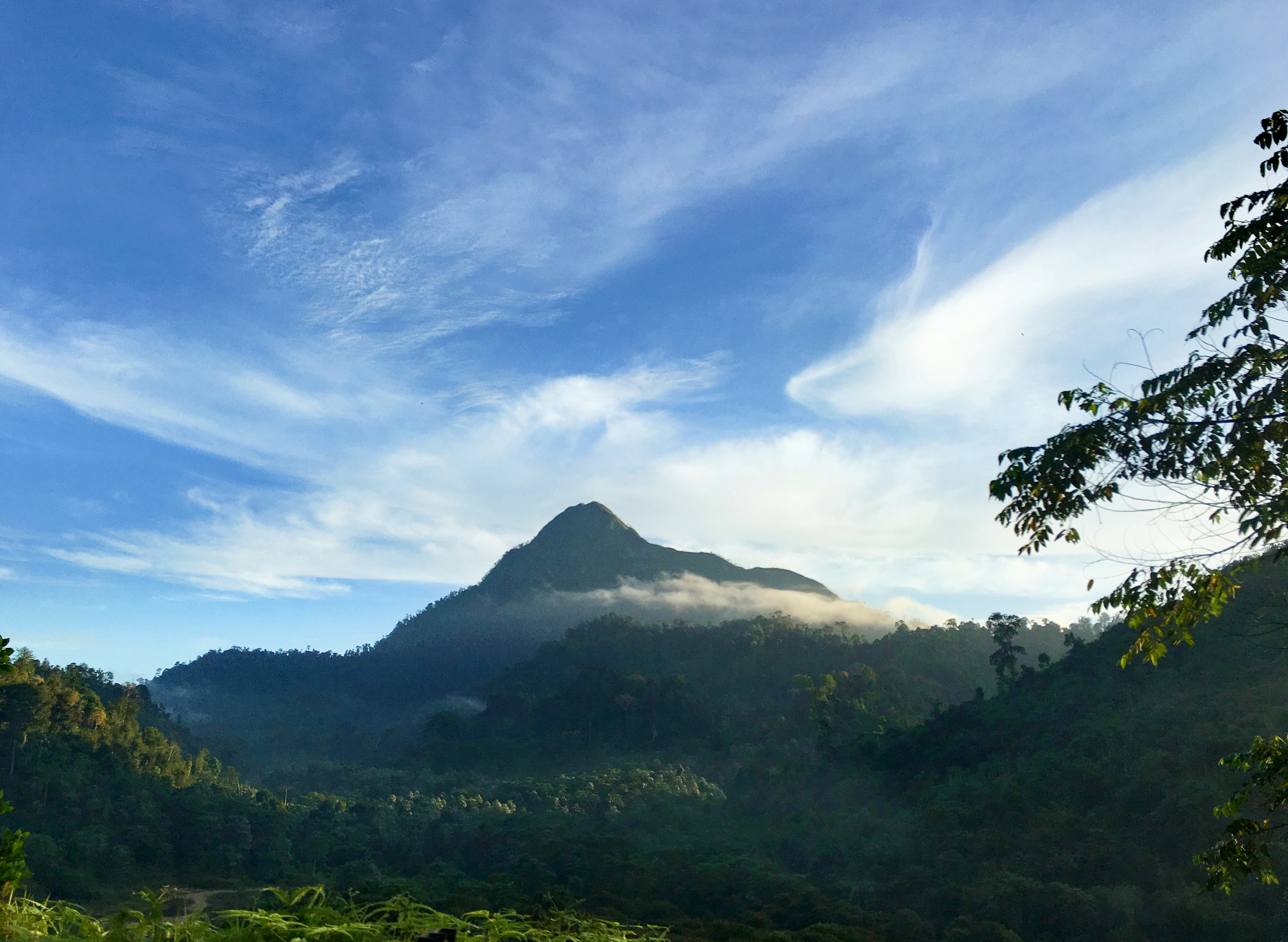
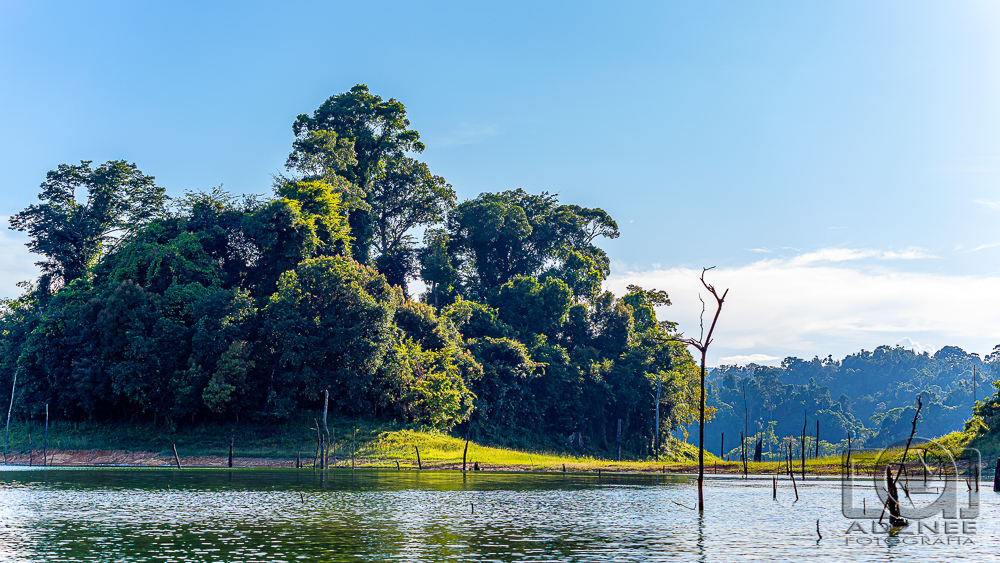
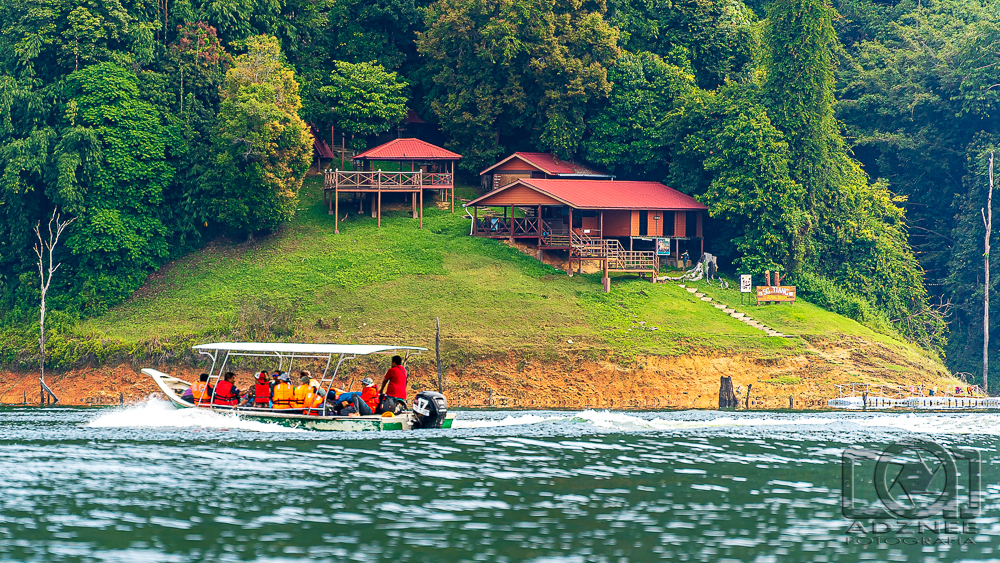
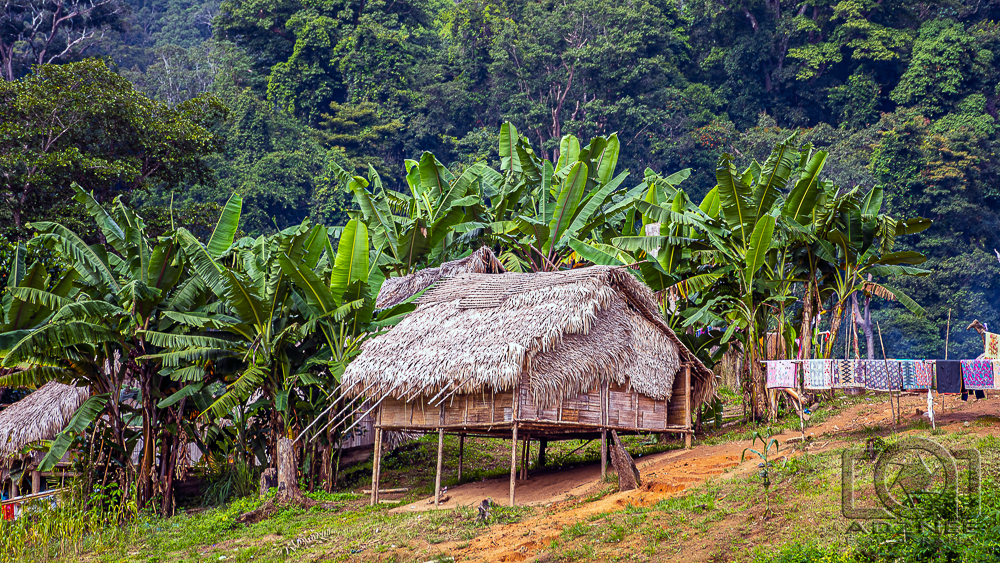
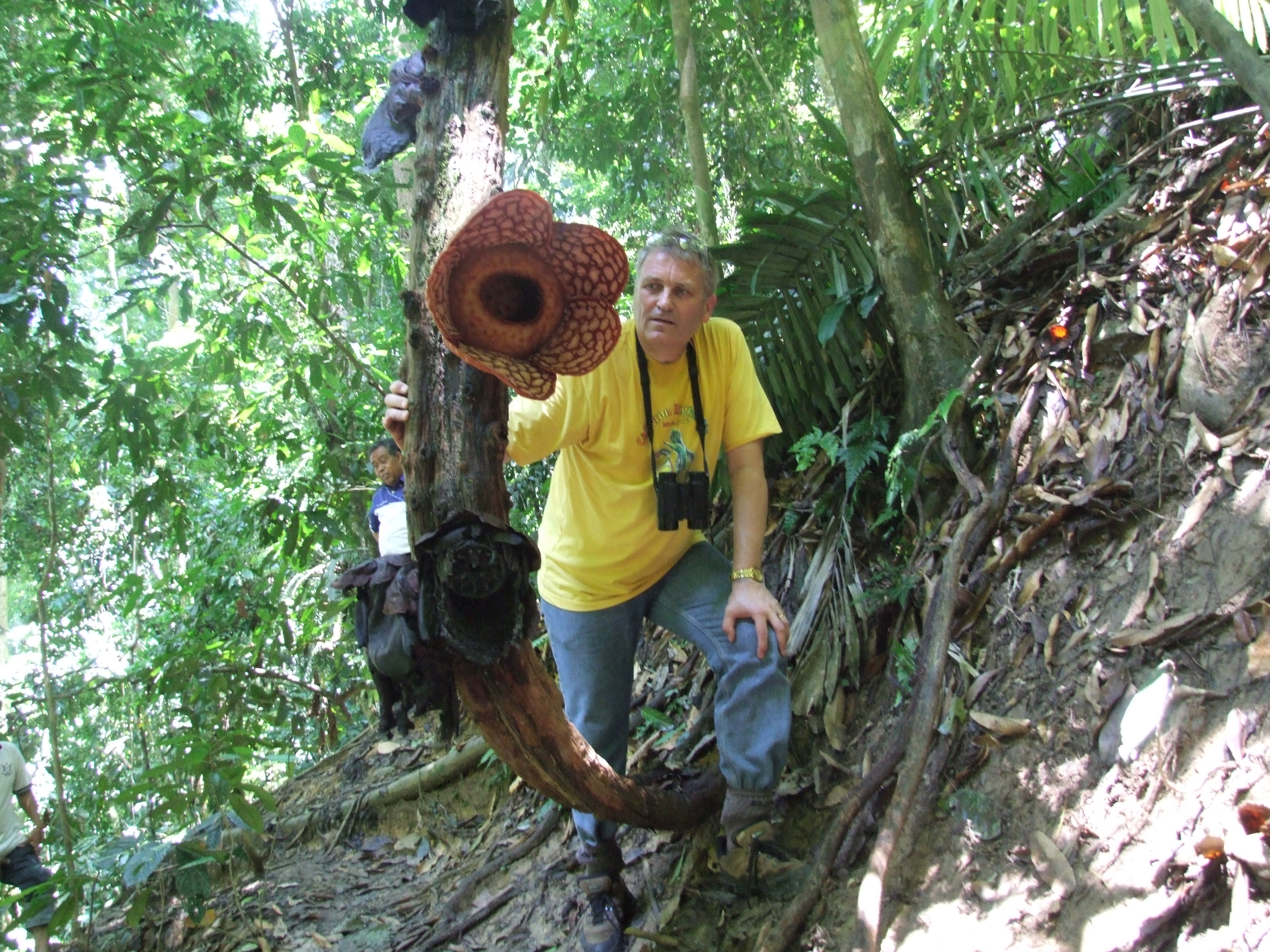